# Bugatti EB118
En 1998, Volkswagen AG présentait la Bugatti EB 118 au Mondial de Paris. La Bugatti EB118 est un concept car coupé quatre places ressemblant à l’EB 112. Fruit de la collaboration entre Giorgetto Giugiaro et Volkswagen AG, elle mesure 5,05 mètres de long et plus de deux mètres de large.
Elle hérite du moteur 18 cylindres en W, le premier de l’histoire de l’automobile.